# Côte d'Ivoire PME
Côte d'Ivoire PME est une société d'Etat créée selon le décret n°2022-262 du 13 avril 2022. La Société d’Etat "Côte d’Ivoire PME" est placée sous la tutelle technique du Ministre chargé de la Promotion des PME et sous la tutelle financière du Ministre chargé du Portefeuille de l’Etat.

## Historique
Le gouvernement ivoirien a adopté le mercredi 13 avril 2022 en conseil des ministres, un décret portant dissolution de l’agence chargée de la promotion des petites et moyennes entreprises dénommée l'Agence Côte d'Ivoire PME, et un autre portant création de la société d'Etat Côte d'Ivoire PME,,. 
En effet, l’activité d’affacturage se présente comme une alternative innovante pour le financement des PME et des Très Petites Entreprises (TPE) qui ont d’énormes difficultés à accéder aux financements classiques des établissements financiers. Ce mécanisme permet aux institutions de crédit de financer les PME en réglant par anticipation les créances qu’elles détiennent sur leurs clients, de manière à garantir et à accroitre le flux de trésorerie des PME et à consolider ainsi la dynamique de l’économie des Etats membres de l’Union. 

## Mission
La Côte d'Ivoire PME a pour mission de réaliser, directement ou indirectement pour le compte de l'Etat, la promotion des Petites et Moyennes Entreprises (PME) ivoiriennes et de contribuer à la mise en oeuvre opérationnelle de la stratégie de développement des PME. Elle est également chargée de la création des PME, favoriser l'accès aux financements et aux marchés, ainsi leur pénérisation,,,.
L'une des missions de la Société d'Etat Côte d'Ivoire PME est de former les entrepreneurs et les startups aux outils de gestion et d'analyse numérique, de les maîtriser et de les intégrer dans leurs systèmes, afin d’optimiser leur gestion,,.